# Halictus burungicolus
Halictus burungicolus är en biart som beskrevs av Cockerell 1946. Halictus burungicolus ingår i släktet bandbin, och familjen vägbin. Inga underarter finns listade i Catalogue of Life.